# یواس‌اس دون کانتی (ال‌اس‌تی-۷۴۲)
یواس‌اس دون کانتی (ال‌اس‌تی-۷۴۲) (به انگلیسی: USS Dunn County (LST-742)) یک کشتی بود که طول آن ۳۲۸ فوت (۱۰۰ متر) بود. این کشتی در سال ۱۹۴۴ ساخته شد.